# 今日の話題社
今日の話題社（こんにちのわだいしゃ）は、東京都港区白金台三丁目に社屋を置く日本の出版社である。1990年頃までは多数の軍事関連書籍を出版しており、特に旧日本海軍関連の書籍に強かった。

## 歴史
実質的な創業は戦前であり、旧海軍省の下請会社からスタートした。戦後は上述のように戦記、旧海軍の軍事技術関係書籍を刊行していた。
1980年代に、史料調査会の司書業務を行っていた戸髙一成が当時の本社（神田神保町）をたずねた際に、当時の社長から病気で先が長くないと告げられた上、「当社は小さいが、よそにはない本を扱っている。しばらくでいいから後を継いで、戦記物を出版してくれないか」と言われ、手伝いを始めた。戸高は以前デザイン会社の仕事をしていた経験があり最初は編集作業を行っていたが、やがて同社の社長を務め、10年ほど経営に関わったと言う。しかし1994年に旧厚生省が戦没者追悼平和祈念館設立準備室（後の昭和館）の立ち上げに際し同室に転籍した際、事業主は職員となるわけにいかなかったため、社長職を辞した。戦記関係の出版も1992年6月刊行の『空母瑞鶴』を最後に途絶えている。
その後、本社は武田崇元の経営する八幡書店に吸収され、本社も港区に移転した。以降も「今日の話題社」名義での出版は継続しているが、その内容は八幡書店同様のオカルト、精神世界、古代日本神話をテーマとした内容に様変わりしている。